# Spellweaver
 (juillet 2015).
Spellweaver est un jeu de cartes à collectionner en ligne free-to-play, édité et développé par Dream Reactor.

## Héros et créatures
Chaque héros et créature de Spellweaver est associé à l'une de ces 6 factions :
- Factions d'alignement « bon »
  - Order : humains et créatures angéliques
  - Wisdom : créatures élémentaires et maîtrise de la magie
  - Nature : elfes et créatures sylvestres
- Factions d'alignement « mauvais »
  - Rage : gobelins, orques et dragons, shamanisme, maîtrise du feu
  - Dominion : elfes noirs, implants, vampirisme
  - Corruption : zombies, démons, nécromancie

## Déroulement d'une partie
Le joueur est représente par son héros qui possède 20 points de vie en début de partie. Pour gagner la partie, il faut amener l'adversaire à 0 point de vie, ou parvenir soi-même à 40 points de vie.
La partie se déroule sur un champ de bataille où chaque joueur place ses créatures, artefacts ou malédictions. Le champ de bataille est divisé en 2 parties : la ligne de front, où chaque créature peut attaquer celles de la ligne de front adverse, et la ligne arrière où se placent les créatures de support.
Les créatures placées sur la ligne arrière ne peuvent pas être attaquées directement, mais elles ont la possibilité de bloquer une attaque adverse.
Chaque créature peut attaquer directement le héros adverse, même s'il y a des créatures adverses sur le champ de bataille. Dans ce cas, le héros adverse peut (sous certaines conditions) utiliser une ou plusieurs de ses créatures afin de bloquer cette attaque.
Chaque créature arrivant sur le champ de bataille est « engagée » et ne peut donc pas attaquer immédiatement. Une créature « dégagée » qui lance une attaque ou utilise sa capacité speciale devient engagée et ne sera ainsi pas en mesure de bloquer une éventuelle attaque adverse au tour suivant.

## Description des cartes
Chaque carte a un niveau, de 1 à 4, et un coût en mana, de 1 à 5 cristaux. Le héros doit disposer du niveau et du nombre de cristaux de mana suffisants pour jouer une carte.
Il existe 5 types de cartes :
- Shrine (« autel ») permet au choix d'augmenter le niveau du héros ou de gagner un cristal de mana tout en piochant une carte. Certains shrines permettent également d'activer un pouvoir spécial pour le héros ;
- Hero (« héros ») représente le personnage qu'interprète le joueur ;
- Creature (« créature ») fait référence aux créatures que le joueur peut placer sur le champ de bataille pour attaquer l'adversaire ;
- Spell (« sort ») permet au héros d'en infliger instantanément à l'adversaire ou de placer des malédictions sur le champ de bataille de manière durable ;
- Artifact (« artefact ») représente des objets plus ou moins durables que le héros peut placer sur le champ de bataille pour obtenir un bénéfice ou que le joueur peut attacher à une créature pour la rendre plus puissante.

Comme dit, chaque carte est définie par :
- son niveau, échelonné de 1 à 4 : dès qu'un héros utilise un « shrine » pour augmenter son niveau, il peut utiliser toutes les cartes de son jeu de niveau inférieur ou égal au niveau du héros. Chaque niveau acquis par le héros est conservé jusqu'à la fin de la partie ;
- son coût en mana, échelonné de 1 à 5 : dès qu'un héros utilise un « shrine » pour augmenter son nombre de cristaux de mana, il peut utiliser toutes les cartes de son jeu de coût inférieur ou égal à son nombre de cristaux et avec un niveau compatible avec celui du héros. Les cristaux sont progressivement déchargés durant le tour du joueur lorsqu'il joue des cartes puis rechargés au début de son tour suivant. Les cristaux peuvent être de diverses couleurs, autorisant l'utilisation d'une carte dans un deck hybride.
- sa vitesse : utilisée uniquement pour les créatures, elle représente l'une des principales spécificités de Spellweaver ;
- son énergie : certaines factions permettent de stocker de l'énergie dans une carte, puis de la consommer ensuite pour obtenir divers bonus.

Il existe des cartes de rareté, « Common », « Uncommon », « Rare » et « Epic » comme dans tout jeu de cartes à collectionner.
La couleur de chaque cristal de mana peut être doré, bleu, vert, noir, rouge ou violet et être obtenu respectivement par un shrine de faction Dominion, Order, Wisdom, Nature, Corruption, Rage ou Dominion ; un cristal blanc peut remplacer n'importe quelle autre couleur.
Il est ainsi possible de se constituer un deck multicolore, mélangeant des cartes de différentes factions.
La vitesse d'une créature varie de très lente à très rapide. Une créature ne peut attaquer ou bloquer que les créatures adverses de vitesse inférieure ou égale à la sienne. La notion de vitesse apporte une dimension inédite au jeu. Ainsi, les créatures de Corruption sont généralement très lentes et auront donc du mal à contrer des créatures de Nature beaucoup plus rapides. Cela est compensé par un pouvoir spécial du héros Corruption qui permet de ralentir une créature adverse.
Si un joueur manque de shrines dans son jeu pour gagner un niveau ou un cristal de mana, il peut faire appel au Divine Offering (« offre divine ») qui lui permet de sacrifier une carte de son jeu et de pouvoir en contrepartie choisir un shrine parmi les quatre cartes du haut de sa pioche ; si ces cartes n'en comportent pas, la créature est sacrifiée.

## Progression et quêtes
Après la création de son compte, le joueur se voit offrir un deck préconstruit de l'une des 6 factions au choix. Il accède ensuite à la carte du jeu, contenant un territoire pour chacune des factions. Sur chaque territoire, des drapeaux indiquent la présence de quêtes dont l'objectif et la récompense peuvent varier.
L'objectif d'une quête peut être :
- jouer X parties (contre l'ordinateur ou un autre joueur, ou parfois avec un héros spécifique)
- gagner X parties (même commentaire)
- gagner X parties d'affilée (même commentaire)
- débloquer un héros spécifique
- gagner un défi contre l'ordinateur

Les recompenses peuvent être :
- des pièces d'or
- des cristaux
- des cartes spécifiques
- des cartes aléatoires
- un deck préconstruit
- un booster de 4 cartes
- un booster de 10 cartes
- une boîte de 12 boosters

Il existe également des « trials » à accès payant (en or du jeu, ou en tickets) pour lesquels le joueur doit utiliser un deck bicolore dont il peut choisir 30 cartes parmi 30 propositions de 3 cartes. Le trial se termine lorsque le joueur a perdu 3 matchs. La récompense varie en fonction du nombre de matchs gagnés.
L'or et les cristaux peuvent ensuite être utilisés dans la boutique du jeu pour acheter des boosters ou des tickets pour les trials.
Après chaque match, le joueur se voit crédité de points de « fame » (équivalent des points d'expérience) qui lui permettent de monter en niveau, chaque niveau offrant une récompense ou débloquant une fonctionnalité. Il faut par exemple 700 points pour passer du niveau 11 au niveau 12. Une victoire (même contre l'ordinateur) permet de plus de gagner des pièces d'or.
Le joueur peut créer et personnaliser ses propres decks. Chaque deck peut contenir au plus 4 exemplaires d'une même carte, à l'exception des cartes « légendaires » qui doivent être uniques au sein d'un deck. Il est possible de créer des decks multicolores.

## Artisanat
Le niveau 11 débloque l'accès à l'artisanat. Dès lors, le joueur peut transformer ses cartes surnuméraires (au plus 4 exemplaires d'une même carte peuvent être utilisés dans un deck) en shrines, qui eux-mêmes peuvent être utilisés pour créer d'autres cartes.
Il faut :
- 5 shrines pour créer une carte « Common »
- 10 shrines pour créer une carte « Uncommon »
- 50 shrines pour créer une carte « Rare »
- 150 shrines pour créer une carte « Epic »

Inversement, si l'on veut se débarrasser d'une carte, on obtient :
- 1 shrine contre une carte « Common »
- 2 shrines contre une carte « Uncommon »
- 10 shrines contre une carte « Rare »
- 30 shrines contre une carte « Epic »

### Sources à lier à l'article
- (bg) PC World : Задава се нова българска TCG игра - Spellweaver
- (de) Mein-MMO : Spellweaver TCG – Eine Alternative zu Hearthstone?
- (en) IndieGames: Spellweaver shakes up card game mechanics